# 언차티드
《언차티드》(Uncharted)는 소니 컴퓨터 엔터테인먼트 (SCE)에서 발매하는 액션 게임 시리즈이다. 게임상에서 수많은 상을 수상하고 있는 시리즈이며, 3편까지 세계 누계 출하수는 1,300만개를 넘는다.

## 시리즈
- 언차티드: 엘도라도의 보물
- 언차티드 2: 황금도와 사라진 함대
- 언차티드 3: 황금사막의 아틀란티스
- 언차티드: 새로운 모험의 시작
- 언차티드 4: 해적왕과 최후의 보물